# Guilherme V da Baviera
Guilherme V da Baviera, cognominado de o Piedoso (em alemão:  Wilhelm V. der Fromme) (Landshut, 29 de setembro de 1548 – Munique, 7 de fevereiro de 1626), foi Duque da Baviera de 1579 a 1597. Pertencia à dinastia de Wittelsbach.

## Educação e juventude
Guilherme nasceu em Landshut, filho do duque Alberto V da Baviera e de sua mulher a arquiduquesa Ana de Áustria.
Recebeu uma educação Jesuíta mostrando uma ligação aos princípios da Contra-Reforma dos Jesuítas. O seu cognome de 'o Pio' (ou ‘o Piedoso’) foi-lhe atribuído uma vez que ele dedicava a sua rotina diária a missas (quando possível, diversas vezes ao dia), orações, contemplações e leituras religiosas. Tomava parte em devoções públicas, procissões e peregrinações. 
A sua residência como príncipe herdeiro da Baviera era a antiga sede fortificada dos Wittelbach, o Castelo de Trausnitz em Landshut. As melhorias, então introduzidas transformaram esta fortificação Gótica num complexo renascentista de proporções consideráveis, que incluiu um claustro construído já na década 1568-1578.

## Reinado
Tal como os seus antecessores da Dinastia Wittelsbach, o pai e o avô, Guilherme V era um forte apoiante da contra-reforma. Ele assegurou o arcebispado de Colónia para seu irmão Ernesto da Baviera com a sua campanha em 1583; o seu irmão Fernando da Baviera comandante do exército bávaro nos primeiros 18 meses da Guerra de Colónia num esforço para assegurar o lugar de Príncipe eleitor daquela cidade.  Por fim, o exército espanhol, sob o commando de Alexandre Farnésio, Duque de Parma expulsou o pretendente Calvinista ao eleitorado, Gebhard Truchsess von Waldburg, e Ernesto assegurou a dupla função de Arcebispo e Príncipe-Eleitor de Colónia. Esta dignidade acabou por permanecer na posse da família durante 200 anos. Em 1591, Guilherme também retirou Salisburgo ao Priorado de Berchtesgaden, tornando-a na futura possessão do seu filho Fernando.
Para além do seu irmão Ernesto, dois dos seus filhos também seguiram carreiras eclesiásticas: Filipe Guilherme, que se tornou Bispo de Ratisbona e Cardeal, e Fernando que sucedeu ao tio como Arcebispo-Eleitor de Colónia. 

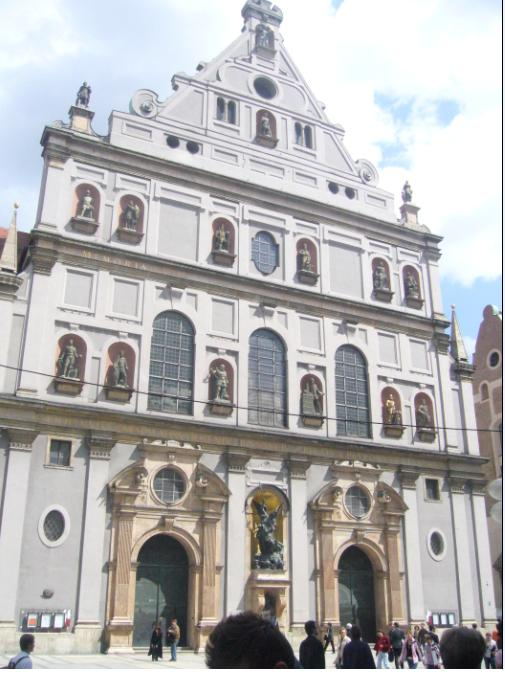
A igreja de São Miguel, de Munique, edificada a partir de 1583

Durante o seu reinado os não-Católicos foram forçados a sair da Baviera, e foi formado um autodenominado Conselho Eclesiástico (Geistlicher Rat), para aconselhar o Duque Guilherme em assuntos teológicos, independente do Conselho Privado ou o do Tesouro, que administravam assuntos seculares. O Conselho Eclesiástico supervisionava e disciplinava o clero católico do Ducado; controlava a prática Católica de todos os oficiais do estado pela emissão de certificados que documentavam as suas confissões e comunhões anuais; também custeava novas escolas e colégios católicos bem como novos conventos de ordens religiosas, especialmente as de missionários e as educacionais, tal como os Jesuítas e a Capuchinhos para homens e as Ursulinas para mulheres. Guilherme é responsável por numerosas execuções pela caça às bruxas efetuada no ducado.
A igreja Jesuíta de São Miguel e o Colégio Jesuíta de Munique (Alte Akademie também chamada de Wilhelminum) foram construídos em Munique entre 1583 e 1597 como centros espirituais para os contra-reformados. Os gatos de Guilherme por projetos relacionados com a Igreja, incluíram o financiamento de missões fora da Baviera —em locais tão distantes como a Ásia e as Américas— o que colocou grande pressão no tesouro bávaro. O seu homem de confiança, o italiano Marco Bragadino, que prometera disponibilizar grandes quantidades de ouro para liquidar as dívidas do duque foi chamado por Guilherme V em 1590, sendo executado após ter falhado. Guilherme abdicou em 15 de outubro de 1597 a favor do seu filho, Maximiliano I, retirando-se para um mosteiro onde permaneceu o resto da sua vida em contemplação e em oração.
Guilherme V morreu em 1626 no Castelo de Schleissheim. Está sepultado na Igreja de S. Miguel de Munique.

## Ação cultural

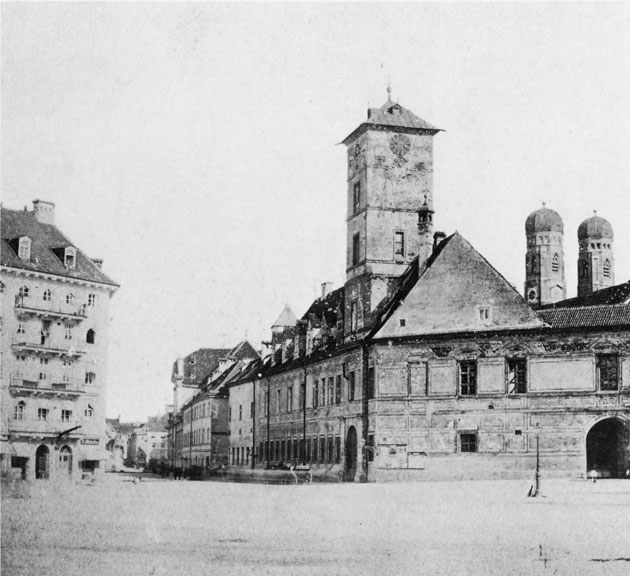
Wilhelminische Veste (1860)

Já como príncipe herdeiro em Landshut, Guilherme foi patrono das artes. O arquiteto da sua corte, Friedrich Sustris, foi encarregado da decoração e remodelação do Castelo Trausnitz em Landshut e mais tarde, quando Guilherme herdou a coroa da Baviera, encarregou-o da expansão da Residência de Munique e da construção da Igreja de São Miguel, bem como do colégio adjunto, e do palácio Wilhelminische Veste (o chamado Maxburg), em Munique.
Os escultores Hans Krumpper e Hubert Gerhard, juntamente com os pintores Peter Candid e Hans von Aachen estavam ao serviço da corte.
A história do Castelo de Schleissheim iniciou-se como uma casa de campo e eremitério renascentista fundada por Guilherme V. Em 1589 Guilherme fundou a Hofbräuhaus am Platzl, uma conhecida Cervejeira.

## Casamento e descendência

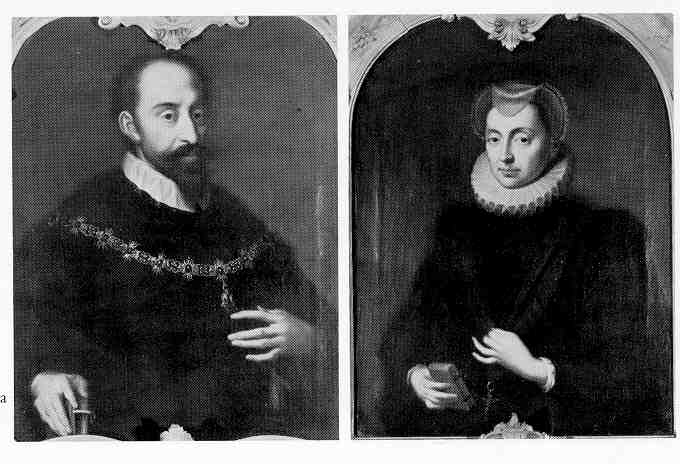
Guilherme V, Duque da Baviera e a sua mulher, Renata de Lorena

Em 22 de fevereiro de 1568 em Munique se casou com Renata de Lorena (1544–1602). Deste casamento nasceram 10 filhos, três dos quais morreram na infância:
- Cristovão (Christoph) (1570).
- Cristina (Christine) (1571–1580).
- Maximiliano I (Maximilian) (1573–1651), que sucedeu ao pai como duque da Baviera;
- Maria Ana (Maria Anna) (1574–1616), que veio a casar com o Arquiduque Fernando e futuro imperador;
- Francisco Guilherme (Franz Wilhelm) (1576–1598), Bispo de Ratisbona e Cardeal;
- Fernando (Ferdinand) (1577–1650), Arcebispo-Eleitor de Colónia;
- Leonor Madalena (Eleonore Magdalene) (1578–1579);
- Carlos (Karl) (1580–1587);
- Alberto VI (Albrecht VI) (1584–1666), Landgrave de Leuchtenberg por casamento;
- Madalena (Magdalene) (1587 –1628), que se casou com Wolfgang Guilherme, Duque Palatino de Neuburgo.